# گهواره نوع بشر
گهواره نوع بشر (به انگلیسی: Cradle of Humankind) یک سایت میراث جهانی در آفریقای جنوبی است که توسط یونسکو برای اولین بار در سال ۱۹۹۹ میلادی به این نام نامیده شد. این سایت در حدود ۵۰ کیلومتری شمال غرب ژوهانسبورگ، آفریقای جنوبی در استان گائوتنگ است. گهوارهٔ نوع بشر هم‌اکنون در مساحتی نزدیک به ۴۷ هزار هکتار گسترده‌است و شامل مجموعه‌ای از غارهایی است که از غارهای سنگ آهکی هستند.
در مجموعه غارهای ستیرکفنتاین فسیل ۲٫۳ میلیون سالهٔ جنوبی‌کپی آفریقایی (با نام مستعار «خانم مردمان») در سال ۱۹۴۷ میلادی توسط رابرت بروم و جان تالبوت رابینسون پیدا شد. این کشف به اثبات گمانه زنی‌هایی که در سال ۱۹۲۴ در بارهٔ کشف جمجمهٔ نوجوان جنوبیکپی آفریقایی «کودک تاونگ»، توسط ریموند دارت، در تاونگ در شمال غربی (استان آفریقای جنوبی) آفریقای جنوبی، انجام شده بود کمک کرد. حفاری در آنجا همچنان ادامه دارد. همچنین، سیستم غاری ستارهٔ رو به اوج شامل اتاق دینالدی (اتاق ستاره) که در آن پانزده اسکلت فسیل با گونهٔ منقرض شدهٔ بشری، با نام موقت انسان نالدی کشف شد.